# Gu-gu
Gu-gu je bila slovenska vokalno-instrumentalna zasedba, ki je bila ustanovljena leta 1983 v zasedbi Čarli Novak, Tomo Jurak, Roman Medvešek, Čoč Dimnik in Igor Ribič (nastala je iz skupine Air-Condition). 
Leta 1986 je skupina zmagala na festivalu MMS s skladbo Mango banana. Zasedba je delovala v osemdesetih letih 20. stoletja, uradno pa naj bi razpadla leta 1989.
Tomo Jurak je po razpadu s Tomažem Žontarjem ustanovil duet Tom-Tom, Igor Ribič in Čarli Novak pa sta ustanovila manj uspešno skupino Hot-Hot oziroma Hot Hot Hot, ki je vidnejšo prepoznavnost dosegla kot spremljevalna skupina Damjane Golavšek. Marjan Vidic je po razpadu v Murski Soboti odprl lokal z imenom Gu-Gu.
Po redkih priložnostnih nastopih so v maju 2016 spet priredili koncert.

## Zasedba
- Tone Dimnik - Čoč – bobni, vokal (1983–1985)
- Karel Novak - Čarli – bas kitara, vokal, vodja skupine
- Tomo Jurak – vokal, kitara
- Roman Medvešek – kitara, vokal (1983–1987)
- Igor Ribič – klaviature, vokal
- Tomaž Žontar – klaviature (1987–1988)
- Marjan Vidic – bobni (1985–1989)

## Največje uspešnice
- Sam po parku... (osamljen)
- Želim si na Jamajko (zmaga na Pop delavnici 1984)
- Mi 'mamo se fajn
- Ljubica moj'ga srca
- Moja mala Lucija
- Gu-Gu Play for You
- Ljubil bi se (drugo mesto na Pop delavnici 1986)
- Mango banana (zmaga na festivalu MMS 1986)
- Gu-Gu gre v Hollywood
- Moj mali kakadu
- Dnevi, ki prihajajo
- Honolulu baby

## Diskografija

### Studijski albumi
- Ta veseli dan ali Gu-Gu Play for You (1985)
- Mango banana (1986)
- Sam po parku (1988)

### Singl
- »Želim si na Jamajko« (1984)

### Kompilacijski albumi
- Happy End (1988)
- Gu-Gu zadnjič (1997)

#### Sodelovanje pri kompilacijah
- Pop delavnica (1984) – »Želim si na Jamajko«
- Pop delavnica '86 (1986) – »Ljubil bi se«
- Pop delavnica '87 (1987) – »Honolulu Baby«
- Morska viža Bernardina 87 (1987) – »Ah, kako šarmantno ste debeli«

## Nastopi na glasbenih festivalih

### Melodije morja in sonca
- 1985: Riba smrdi pri glavi - nagrada strokovne žirije za najboljši scenski nastop, 2. nagrada občinstva
- 1986: Mango banana - prva nagrada občinstva
- 1987: Čau bau

### Pop delavnica
- 1984: Želim si na Jamajko
- 1986: Ljubil bi se - 2. nagrada občinstva
- 1987: Honolulu baby